# Figos de Malva
Figos de Malva es un cultivar de higuera de tipo higo común Ficus carica, bífera (con dos cosechas por temporada, las brevas de verano, y los higos de otoño), de higos de epidermis con color de fondo verde hierba intenso  con sobre color marrón muy suave sobre las costillas cerca del ostiolo, lenticelas presentes muy escasas grandes de color marrón. Se cultiva principalmente  en Galicia donde es muy popular por su suave dulzor, y por ser extraordinariamente productivo,  extendido en huertos y jardines privados.

## Sinonimia
- „sin sinónimos“,[5][6][7]

## Historia
Nuestra higuera Ficus carica, procede de Oriente Medio y sus frutos formaron parte de la dieta de nuestros más lejanos antepasados. Se cree que fueron fenicios y griegos los que difundieron su cultivo por toda la cuenca del mar Mediterráneo. Es un árbol muy resistente a la sequía, muy poco exigente en suelos y en labores en general.
Los higos secos son muy apreciados desde antiguo por sus propiedades energéticas, además de ser muy agradables al paladar por su sabor dulce y por su alto contenido en fibra; son muy digestivos al ser ricos en cradina, sustancia que resulta ser un excelente tónico para personas que realizan esfuerzos físicos e intelectuales.
España se ha consolidado en los últimos años como el mayor productor de higos de la Unión Europea y el noveno a nivel mundial, según los datos de "FAOSTAT" (Estadísticas de la FAO) del 2012 que recoge un reciente estudio elaborado por investigadores del « “Centro de Investigación Finca La Orden- Valdesequera” ».

## Características
La higuera 'Figos de Malva' es una variedad bífera de tipo higo común. Árbol de mediano desarrollo, follaje denso, hojas trilobuladas espatuladas en su mayor parte. 'Figos de Malva' es de producción alta de brevas de buen tamaño, los higos de otoño solamente los produce si la higuera está situada en un lugar cálido.
Los higos 'Figos de Malva' son higos redondeados en forma de peonza; de tamaño grande de unos 37 gramos en promedio; de epidermis elástica color de fondo verde hierba intenso con sobre color marrón muy suave sobre las costillas cerca del ostiolo, lenticelas presentes muy escasas grandes de color marrón, grietas ausentes; ostiolo mediano con abundantes escamas semiadheridas de color que resalta con la piel. Cuello del higo corto, continua con un pedúnculo corto, presentando escamas pedunculares pequeñas de color oscuro que resaltan con el resto de la piel. Con un ºBrix (grado de azúcar) de 19 de sabor dulce suave, con firmeza media y resistente, con cavidad interna muy pequeña o ausente, con la carne-receptáculo blanca rosada, con color de la pulpa malva rosáceo, con numerosos aquenios, grandes. De una calidad buena en su valoración organoléptica, son de un inicio de maduración las brevas desde el 18 de junio a mediados de julio y los higo de otoño siempre y cuando la higuera se encuentre en un sitio cálido los madura desde finales de agosto hasta principios de octubre, muy productivo, los higos se desprenden fácilmente.

## Cultivo y usos
'Migueliños', es una variedad de higo que además de su uso en alimentación humana en fresco, se utilizan en mermeladas, y tartas. También se ha cultivado en Galicia tradicionalmente para alimentación del ganado porcino.